# Barneveld (plaats)
Barneveld (uitspraakⓘ; Nedersaksisch: Barreveld) is een plaats in de Nederlandse provincie Gelderland en tevens hoofdplaats van de gelijknamige gemeente Barneveld, in het midden van Nederland bekend om zijn pluimveeteelt en -handel en als sterk protestantse gemeenschap.
De plaats telde in 2023 35.835 inwoners, die Barnevelders worden genoemd. Door het zuiden van Barneveld stroomt de Barneveldse Beek.

## Etymologie
De naam Barneveld is mogelijk een oude naam of een verbastering van de naam Bronveld. Een andere mogelijke herkomst van de naam is Barnsteenveld. Nog een mogelijke verklaring: het woord "barnen" betekende "branden". Eertijds werd (bouw)land vaak ontgonnen door een stuk bos af te branden. Barneveld ligt in/nabij het vroegere Nederwoud. De naam geeft het aan: een bosgebied. In die regio komen nog veel veldnamen voor met "brand", wat ontginning door afbranden aanduidt. Barneveld zou dus ook ontstaan kunnen zijn op een door afbranden (barnen) ontstaan veld.

## Geschiedenis
Barneveld bestaat als kerkdorp sinds 1333. Er wordt gedacht dat de plaats in de 12e eeuw al bestond omdat in een tekst uit 1174 een Wolfram van Barneveld wordt genoemd.
Barneveld heeft bekendheid verworven door het relaas van de Kabeljauwse ruiteraanvoerder Jan van Schaffelaar, die hier op 16 juli 1482 van de door Hoeken belegerde toren sprong. Op het Torenplein staat sinds 1903 een standbeeld van hem. Huize De Schaffelaar en het aangrenzende Schaffelaarse bos, ten oosten van het dorp, zijn naar hem vernoemd. Sinds juni 2009 is ook het theater (Schaffelaartheater) in Barneveld vernoemd naar Jan van Schaffelaar.
De plaats vervulde een marktfunctie in de Gelderse Vallei, maar is nooit tot stad verheven. In de 17e en 18e eeuw was Barneveld een belangrijk knooppunt in het netwerk van Hessenwegen. 
Na de Reformatie verdreven de protestant geworden Barnevelders de laatste katholieke priester uit hun dorp, en hij vestigde zich toen in Achterveld, net over grens van de provincie Utrecht, waardoor dit dorp een katholieke enclave in een verder protestantse regio (Amersfoort en de Veluwe) werd. Vanuit Achterveld kon de priester lopend nog zijn parochianen in Barneveld bereiken.

### Tweede Wereldoorlog
Barneveld lag aan de Grebbelinie en had daarom zowel aan het begin als het eind van de Tweede Wereldoorlog fors te lijden onder het oorlogsgeweld. De bevolking werd in mei 1940 bij de Duitse aanval geëvacueerd, evenals het vee. De meeste mensen moesten naar Lunteren.
Dankzij initiatief van secretaris-generaal Frederiks (Binnenlandse Zaken) (plan-Frederiks) kwamen eind 1942 twee verblijfplaatsen in de gemeente Barneveld beschikbaar voor de opvang van ongeveer 700 joodse Nederlanders, die op grond van "verdiensten voor de Nederlandse samenleving" zouden worden gevrijwaard voor deportatie. Dat betrof kasteel "De Schaffelaar" en huize "De Biezen". De Duitse bezetter hield zich niet aan zijn toezeggingen, en eind september 1943 moesten de Joden uit Barneveld naar Kamp Westerbork en vandaar naar Theresienstadt. Daar stierven tientallen van hen. Van de overigen werd in februari 1945 een aantal vrijgelaten bij een uitwisseling en naar Zwitserland overgebracht. Bij de oprijlaan van De Schaffelaar is in 1987 een monument van kunstenaar Ralph Prins geplaatst, ter herinnering aan de internering van de "Barneveld-groep".
Op 16 april 1945 bevrijdden de Canadezen het dorp.

## Pluimveecentrum
Tegenwoordig staat de plaats bekend als het centrum van de pluimveeteelt, al hadden sommige Noord-Limburgse gemeenten nog voordat de Gelderse Vallei in 2003 door de vogelpest werd getroffen, meer kippen binnen hun grenzen. Barneveld gaf zijn naam aan het kippenras de barnevelder dat zijn oorsprong heeft in het dorp Barneveld. Door het kruisen van verschillende kippenrassen kwam de barnevelder tot stand. Deze kip wordt zowel voor het vlees als voor de leg gehouden. In Barneveld is er tevens een donderdagse eiermarkt. Nog steeds wordt op de Barneveldse eiermarkt de landelijke prijs van de eieren vastgesteld.
Het dorp bezit het Nederlands Pluimveemuseum.

## Media
Barneveld heeft in de Barneveldse Krant haar eigen dagblad. De Barneveldse Krant wordt uitgegeven door Koninklijke BDU Uitgevers in Barneveld. Het eerste exemplaar van het dagblad verscheen op 24 oktober 1871 en de krant heeft jarenlang een stabiele oplage gehad. Ook deze krant werd echter getroffen door bezuinigingen en ook de oplage daalde begin 2013 licht.
Ook heeft Barneveld een lokale omroep, Radio Barneveld. Deze verzorgt sinds 5 oktober 1996 de uitzendingen voor de gehele gemeente Barneveld. Dit station is 24 uur per dag te ontvangen op 93,5 MHz in de ether, op de kabel is Radio Barneveld te ontvangen op 93,1 MHz.
Sinds november 2006 is het huis-aan-huisblad Barneveld NU van uitgeverij Wegener omgedoopt tot het één keer per week verschijnende Barneveld Vandaag om daarmee een concurrent voor de Barneveldse Krant te vormen. Gaandeweg de rit werd de verschijningsfrequentie teruggebracht tot drie keer per week (zomer 2009) om uiteindelijk weer op het niveau van Barneveld NU uit te komen (zomer 2010) met één uitgave per week op donderdag. Volgens de redactie van de krant zouden mensen liever 24/7 nieuws op internet willen lezen en is dat de reden voor teruggang in verschijningsfrequentie.
Verder was in Barneveld jarenlang het kantoor van het Nederlands Dagblad gevestigd. Dit is een dagblad dat in heel Nederland verspreid wordt. De krant heeft voornamelijk abonnees met een christelijke achtergrond. Sinds 2017 is die krant gevestigd in Amersfoort.

## Wijken en buurtschappen
Barneveld bestaat uit 18 wijken en 9 buurten. De wijken van Barneveld zijn: Centrum, De Koot, Vogelbuurt, Bloemenbuurt, De Lors, Staatsliedenwijk, De Valk, Vliegersveld, Rootselaar-Oost, Rootselaar-West, Oldenbarneveld, De Vaarst (ook wel Barneveld-Noord), Norschoten, De Brielaerd, De Burgt, Veller, Harselaar-Oost, Harselaar-West en Harselaar-West-West.
De buurten zijn: De Tuinen, Beekakkers, Eilanden West, De Burgthoven, De Lanen West, De Lanen Oost, De Woudse Erven, Eilanden Oost en De Nederwoudse Brinken.

## Toerisme
De Oud Veluwse Markt (OVM) wordt jaarlijks op vier donderdagen in juli en augustus gehouden, deze donderdagen wisselen per jaar en zijn afhankelijk van wanneer de zomervakantie valt. In augustus wordt Ballonfiësta Barneveld georganiseerd, waarbij onder andere 'special-shapes' te bewonderen zijn. In Barneveld zijn drie musea gevestigd; Museum Nairac, waar de vaste expositie bestaat uit vroegmiddeleeuwse archeologische vondsten. het Pluimveemuseum, waar de pluimvee-industrie centraal staat en het oude ambacht & speelgoedmuseum. Staatssecretaris Van Bijsterveldt heeft op 13 juni 2009 het Schaffelaartheater gelegen aan de Churchillstraat te Barneveld officieel geopend. Het Schaffelaartheater is de nieuwe huisvesting van de muziekschool van Barneveld en het muziekgezelschap De Harmonie, en tevens het onderdak voor een nieuw theater in Barneveld.

## Monumenten
- Lijst van rijksmonumenten in Barneveld (dorp)
- Lijst van gemeentelijke monumenten in Barneveld (dorp)

## Topografie
Topografisch kaartbeeld van Barneveld, maart 2014. Klik op de kaart voor een vergroting.

## Verkeer en vervoer
Ten noorden van Barneveld bevindt zich de A1 en ten westen van Barneveld de A30.
Barneveld heeft drie stations aan de spoorlijn Amersfoort Centraal - Ede-Wageningen: Barneveld Centrum, Barneveld Zuid en Barneveld Noord. Deze lijn heeft als de bijnaam het kippenlijntje. Er rijdt viermaal per uur een sprinter.
Bij station Barneveld Noord is een transferium gerealiseerd. Via deze parkeervoorziening willen provincie Gelderland en gemeente Barneveld automobilisten stimuleren hun reis richting Randstad met de trein voort te zetten. Men dient dan in Amersfoort over te stappen. Bij station Barneveld Centrum is een klein busstation.

## Bekende personen uit Barneveld
| - Jasper Hendrik van Zuylen van Nievelt (1751-1828), politicus - Johannes Barend Mettenbrinck (1776-1860), burgemeester - Carel August Nairac (1815-1883), burgemeester - Elise van Calcar (1822-1904), schrijfster en pedagoge (in Barneveld 1832-1836) - Elias Fransen (1827-1898), predikant - Antoon Willem van Borssele (1829-1903), burgemeester - Gerrit Jan Wilbrink (1834-1907), notaris - Jacobus Cornelius Kapteyn (1851-1922), astronoom - Eduard Daniël van Oort (1876-1933), ornitholoog en hoogleraar - Simon Godfried Albert Doorenbos (1891–1980), botanicus - Evert Roskam (1892-1974), politicus (NSB) en SS'er - Roelof Jan Dam (1896-1945), verzetsstrijder - Egbert Adriaan Kreiken (1896-1964), astronoom - Wouter Hendrik van den Brink (1904-1958), politicus (NSB) en SD'er - Ben van Dorst (1907-1944), ambtenaar waterschap en verzetsman - A.H.J. Prins (1921-2000), hoogleraar antropologie - Jaap Kamphuis (1921-2011), predikant en theoloog - Chris van Veen (1922-2009), politicus (CHU/CDA) en werkgeversvoorzitter | - Cor Labree (1928-1992), burgemeester - Jan Achterstraat (1928), politicus (ARP/CDA) - Herman Goudswaard (1930-2009), docent en vredesactivist - Gerard van den Berg (1932-2009), radio- en televisiepresentator - Arleen Augér (1939-1993), Amerikaans sopraan - Johan de Leeuw (1953), politicus (ARP/CDA) - Klaas van der Zwaag (1955-2024), theoloog en journalist - Jan van den Brink (1957), vakbondsbestuurder - Pim van Galen (1959), televisiepresentator - Sandra Korthuis (1959), politica (VVD) - Christa Anbeek (1961), theologe - Carolina Mout (1962), actrice, zangeres en voice-over - Conny van Bentum (1965), zwemster en teamarts - Jaco Geurts (1970), politicus (CDA) - Tjitske Jansen (1971), auteur - Arco Jochemsen (1971), voetballer - Dick Schreuder (1971), voetballer en voetbaltrainer - Céline Blom (1972), politica (D66) - Alfred Schreuder (1972), voetballer en voetbaltrainer - Sander van de Streek (1993), voetballer - Gert van Hoef (1994), organist |